# خسوف القمر سبتمبر 2006
| خسوف القمر الجزئي 7 سبتمبر 2006                           | خسوف القمر الجزئي 7 سبتمبر 2006 |
| --------------------------------------------------------- | ------------------------------- |
| من بوخارست، رومانيا، الساعة 18:37 بالتوقيت العالمي المنسق |                                 |
| مسار القمر عبر الحافة الجنوبية للظل المظلي للأرض          |                                 |
| سلسلة (وعضو)                                              | 118 (51 من 74)                  |
| جاما                                                      | -0.9262                         |
| المدة (hr: mn: sc)                                        |                                 |
| جزئي                                                      | 1:31:06                         |
| Penumbral                                                 | 4:14:23                         |
| جهات الاتصال ( UTC )                                      |                                 |
| P1                                                        | 16:44:07                        |
| U1                                                        | 18:05:47                        |
| أعظم                                                      | 18:51:19                        |
| U4                                                        | 19:36:53                        |
| ص 4                                                       | 20:58:30                        |
| حركة القمر بالساعة عبر ظل الأرض في كوكبة الدلو            |                                 |

حدث خسوف جزئي للقمر في 7 سبتمبر 2006، وهو الثاني من خسوفين للقمر في عام 2006. تحتوي الجداول أدناه على تنبؤات مفصلة ومعلومات إضافية عن الخسوف الجزئي للقمر في 7 سبتمبر 2006.

## موسم الكسوف
هذا هو أول خسوف هذا الموسم.
الكسوف الثاني هذا الموسم: 22 سبتمبر 2006 الكسوف الحلقي للشمس.

## الرؤية
كان مرئيًا تمامًا في معظم أنحاء إفريقيا وأوروبا وآسيا وأستراليا.

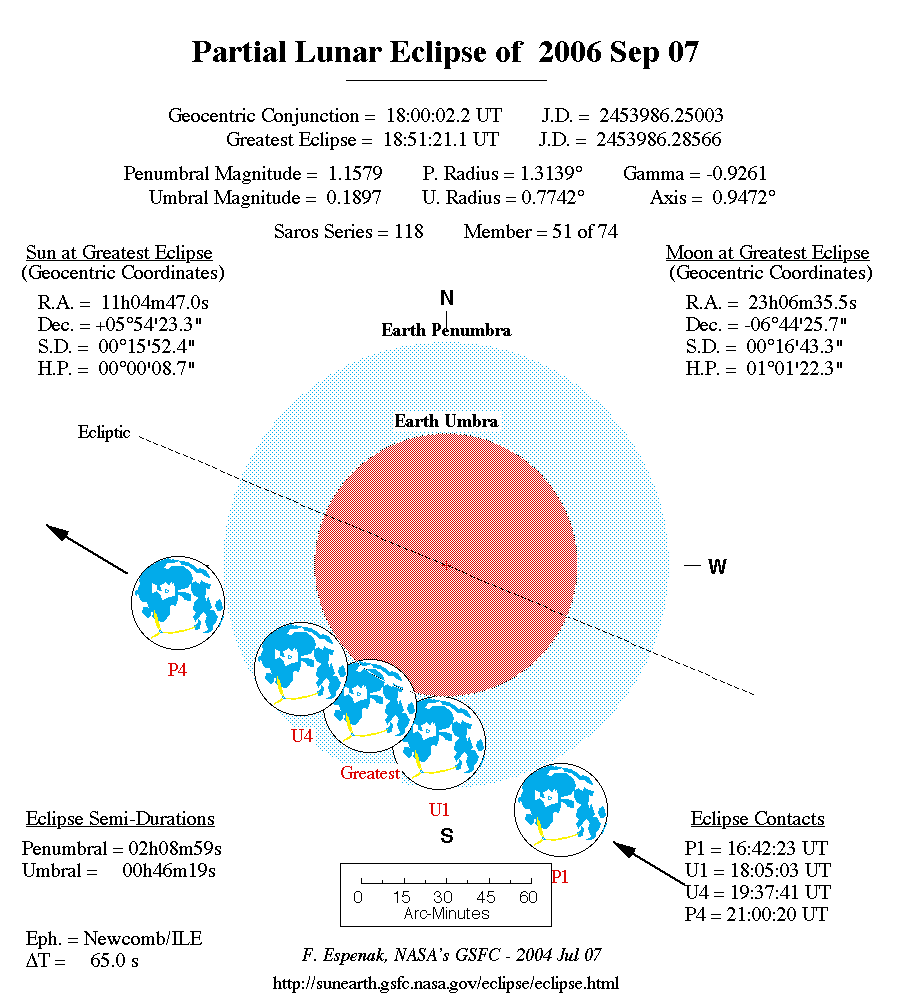
مخطط ناسا للكسوف

 منظر محاكى للأرض من مركز القمر عند أقصى خسوف.

## الصور
دغانيا ألف، إسرائيل

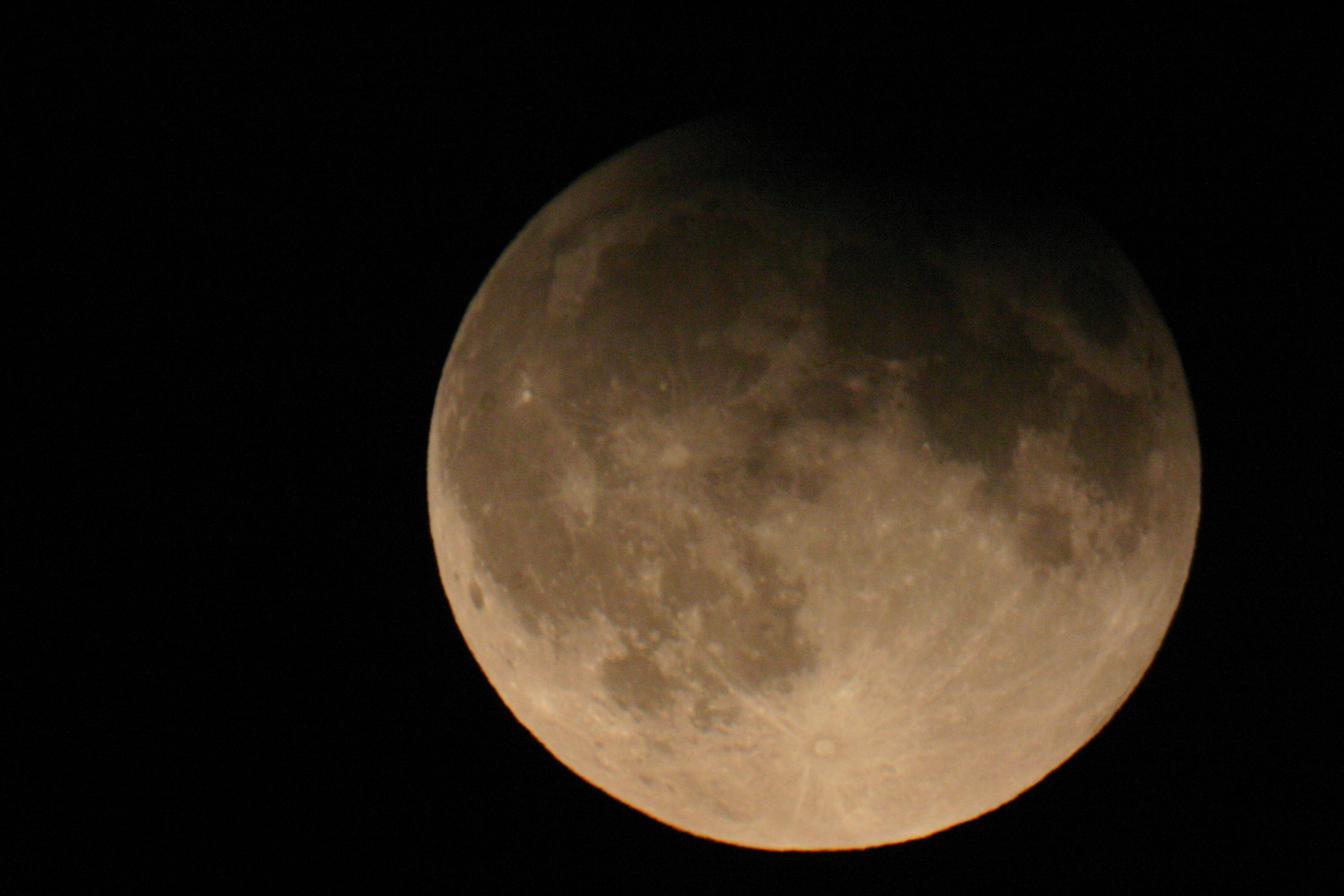
شمال ويلز، المملكة المتحدة
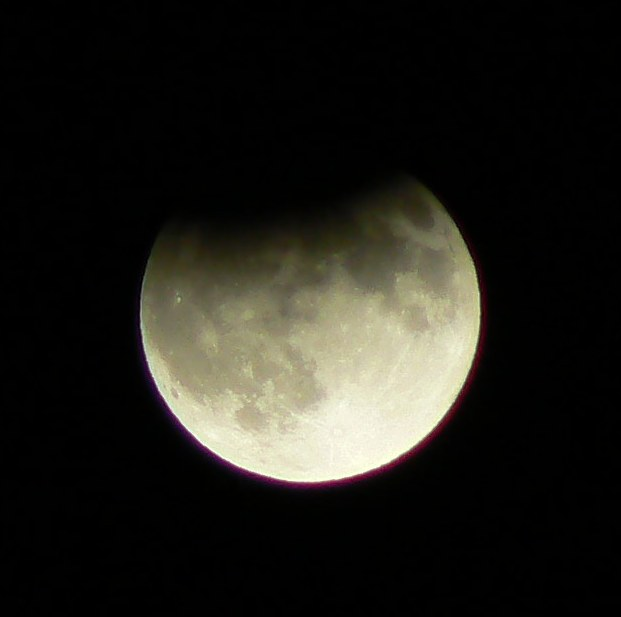
صوفيا
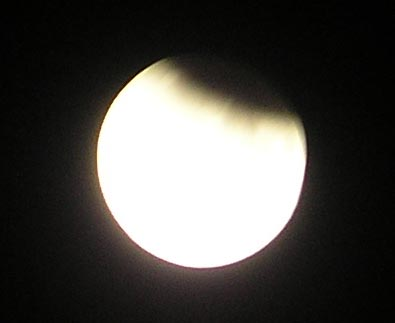
جايبور
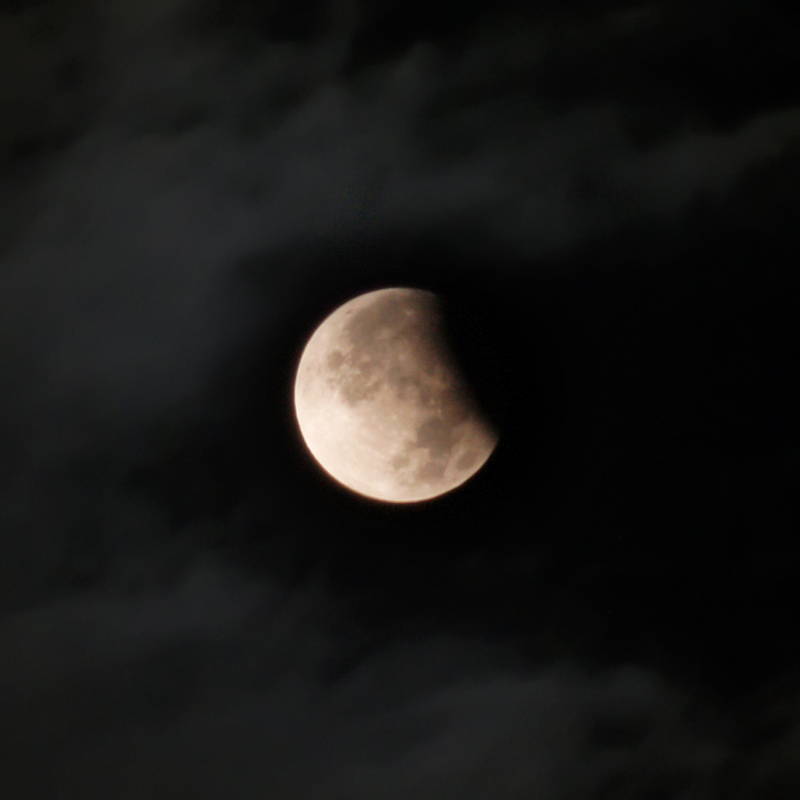
مدينة شيزوكا، اليابان

## علاقتها بخسوف القمر الأخرى

### كسوف 2006
- خسوف شبه للقمر في 14 مارس.
- كسوف كلي للشمس في 29 مارس.
- خسوف جزئي للقمر في 7 سبتمبر.
- كسوف حلقي للشمس في 22 سبتمبر.

### دورة ميتونية (19 سنة)
هذا الكسوف هو الأول من أربع خسوفات للقمر في دورة ميتونية في نفس التاريخ، 7 سبتمبر، كل منها مفصولة بـ 19 عامًا:

### دورة نصف ساروس
سوف يسبق خسوف القمر خسوف الشمس ويتبعه 9 سنوات و 5.5 أيام ( نصف ساروس ). يرتبط خسوف القمر هذا بخسوفين جزئيين للشمس من سولار ساروس 125.

## روابط خارجية
- كسوف الناسك: 2006-09-07
- صورة فوتوغرافية
- صورة من نيوزيلندا